# McClintockův ostrov
McClintockův ostrov (rusky Остров Мак-Клинтока) je arktický ostrov v jižní části souostroví Země Františka Josefa v Severním ledovém oceánu. Pojmenován byl po irském polárníkovi F. L. McClintockovi.
Ostrov má pravidelný obdélný tvar s rozlohou 612 km². Většina povrchu je zaledněná. Nejvyšší bod dosahuje výšky 521 m n. m. Od sousedního Hallova ostrova je na východě oddělen jen úzkým průlivem. Nejsevernějším bodem je Greelyho mys, na jihozápadě se nachází Dillonův mys a na jihovýchodě Oppolzerův mys. Na jižním pobřeží se nachází kolonie alkounů malých a mrožů ledních.
Z Dillonova mysu byla v roce 1905 zachráněna lodí Terra Nova část Zieglerovy polární expedice.

## Sousední malé ostrovy
- Tři kilometry od severního pobřeží se nachází Algerův ostrov (Остров Алджер) s maximální výškou 420 m n. m.[1] V roce 1901 na něm přezimovala americká Zieglerova a Baldwinova expedice, která se neúspěšně pokoušela o dosažení severního pólu.
- Za šest kilometrů širokým Aberdarským průlivem leží u západního pobřeží Bradyho ostrov (Остров Брейди) s maximální výškou 381 m n. m.[1] Byl pojmenován po anglickém chemikovi Georgi Bradym. Nejsevernější bod ostrova se nazývá Wiesův mys po ruském polárníkovi Vladimiru Wiesovi.
- U východní části jižního pobřeží je skupina malých ostrůvků pojmenovaná Borisikovy ostrovy.
- Pět kilometrů od jižního pobřeží leží Aagaardův ostrov (Остров Огорд) pojmenovaný po norském obchodníkovi A. Z. Aagaardovi, který byl během Rakousko-uherské expedice k severnímu pólu rakousko-uherským konzulem v Tromsø.